# フォスフォロサウルス
フォスフォロサウルス（学名：Phosphorosaurus）は、モササウルス科に属する絶滅したウミトカゲ類の属である。エオナタトルやハリサウルス、プルリデンスとともにハリサウルス亜科に分類される。後期白亜紀マーストリヒチアンの海に生息していた。かつてはハリサウルスのシノニムとして扱われていたが、その後は有効な学名として判断されている。ベルギーで発見されたP. ortliebiと日本北海道むかわ町穂別地域から発見されたP. ponpetelegansの計2種のみが知られている。前者はマーストリヒチアンの全体に分布していたが、後者はマーストリヒチアンの初期の層のみから発見されている。

## 特徴

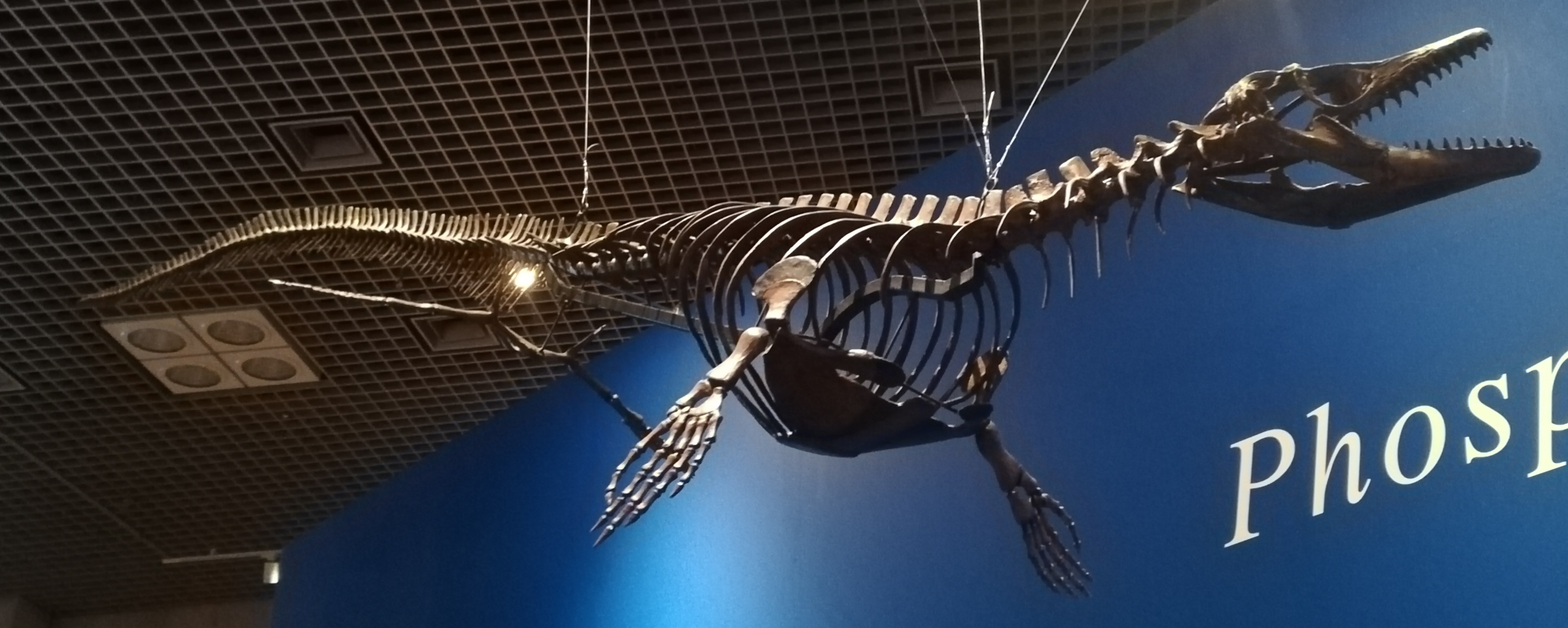
国立科学博物館（東京都）で開催された恐竜博2019にて、フォスフォロサウルス・ポンペテレガンス

全長は約3メートルであり、他の大半のモササウルス類と比較すると小型であったが、ハリサウルス亜科としては標準的な体格だった。
2009年に北海道むかわ町で発見され2015年に記載されたP. ponpetelegansの標本HMG-1528は頭骨の約8割が変形せずに残っており、後頭部が広く吻部が細くなっているという特徴が見られる。これは左右それぞれの眼球の視野が重なる範囲が約35°と大きくなり、より広範囲で立体視が可能であることを意味する。また、他の大半のモササウルス類ではフォスフォロサウルスほど急激に吻部が細くなっているわけではないため吻部で視野が阻害されてしまうが、フォスフォロサウルスにおいては吻部が細いため視野が塞がれず、立体視を有効に利用できたと考えられている。
フォスフォロサウルスを含むハリサウルス亜科は細長い形態をしている上にヒレが発達していないため、遊泳能力は高くはなかったとみられている。また、小さな歯が大きく間隔を空けて並んでいた。

## 分類
ベルギーの古生物学者ルイ・ドロは1889年にベルギーのチプリーで発見されたP. ortliebiを模式種としてフォスフォロサウルス属を設立した。完全な状態であれば約42センチメートルだったと推測される不完全な頭骨に基づいて記載が行われた。1996年にハリサウルス属へ再分類されたが、頭骨の形状の差異からフォスフォロサウルス属へ戻されることとなった。

### 系統樹
小西卓哉らによる2015年の分析による系統樹を以下に示す。ハリサウルス属のH. onchognathus種とプルリデンス属は分類が曖昧なため除外している。

|  | Eonatator sternbergii                                                                      |
|  |                                                                                            |
|  | \| \| Phosphorosaurus ortliebi \| \| \| \| \| \| Phosphorosaurus ponpetelegans \| \| \| \| |
|  |                                                                                            |
|  | Phosphorosaurus ortliebi                                                                   |
|  |                                                                                            |
|  | Phosphorosaurus ponpetelegans                                                              |
|  |                                                                                            |

|  | Phosphorosaurus ortliebi      |
|  |                               |
|  | Phosphorosaurus ponpetelegans |
|  |                               |

|  | Eonatator sternbergii                                                                      |
|  |                                                                                            |
|  | \| \| Phosphorosaurus ortliebi \| \| \| \| \| \| Phosphorosaurus ponpetelegans \| \| \| \| |
|  |                                                                                            |
|  | Phosphorosaurus ortliebi                                                                   |
|  |                                                                                            |
|  | Phosphorosaurus ponpetelegans                                                              |
|  |                                                                                            |

|  | Phosphorosaurus ortliebi      |
|  |                               |
|  | Phosphorosaurus ponpetelegans |
|  |                               |

|  | Eonatator sternbergii                                                                      |
|  |                                                                                            |
|  | \| \| Phosphorosaurus ortliebi \| \| \| \| \| \| Phosphorosaurus ponpetelegans \| \| \| \| |
|  |                                                                                            |
|  | Phosphorosaurus ortliebi                                                                   |
|  |                                                                                            |
|  | Phosphorosaurus ponpetelegans                                                              |
|  |                                                                                            |

|  | Phosphorosaurus ortliebi      |
|  |                               |
|  | Phosphorosaurus ponpetelegans |
|  |                               |

|  | Eonatator sternbergii                                                                      |
|  |                                                                                            |
|  | \| \| Phosphorosaurus ortliebi \| \| \| \| \| \| Phosphorosaurus ponpetelegans \| \| \| \| |
|  |                                                                                            |
|  | Phosphorosaurus ortliebi                                                                   |
|  |                                                                                            |
|  | Phosphorosaurus ponpetelegans                                                              |
|  |                                                                                            |

|  | Phosphorosaurus ortliebi      |
|  |                               |
|  | Phosphorosaurus ponpetelegans |
|  |                               |

## 生態
上記の形態学的特徴に基づいて、フォスフォロサウルスは立体視を利用して暗い海中でイカやハダカイワシといった獲物を探していた夜行性の動物であったと考えられている。この仮説は現代のヘビにおいて立体視が発達した種類は夜行性であるという事実に基づいており、これにより他のモササウルス類との棲み分けが成り立っていたと説明ができる。

## 文化利用
2017年4月1日、P. ponpetelegansのタイプ標本HMG-1528はむかわ町指定文化財第4号に登録された。同日にむかわ町指定文化財に登録された他の古生物標本にはMosasaurus hobetsuensisやM. undulatusのタイプ標本などがある。